# Mont Stokes
Le mont Stokes, appelé en maori Pororangi, est le point culminant des Marlborough Sounds, en Nouvelle-Zélande. Situé sur la principale presqu'île de la zone, entre les rias de Pelorus, de Kenepuru et de Tōtaranui, il culmine à 1 203 mètres d'altitude.

## Toponymie
Le nom anglais du mont Stokes lui vient du capitaine John Stokes, de l'armée britannique, qui cartographie la totalité de la côte néo-zélandaise entre 1848 et 1851 à bord du navire Acheron.
Le nom maori de la montagne est Pororangi.

## Géographie

### Situation

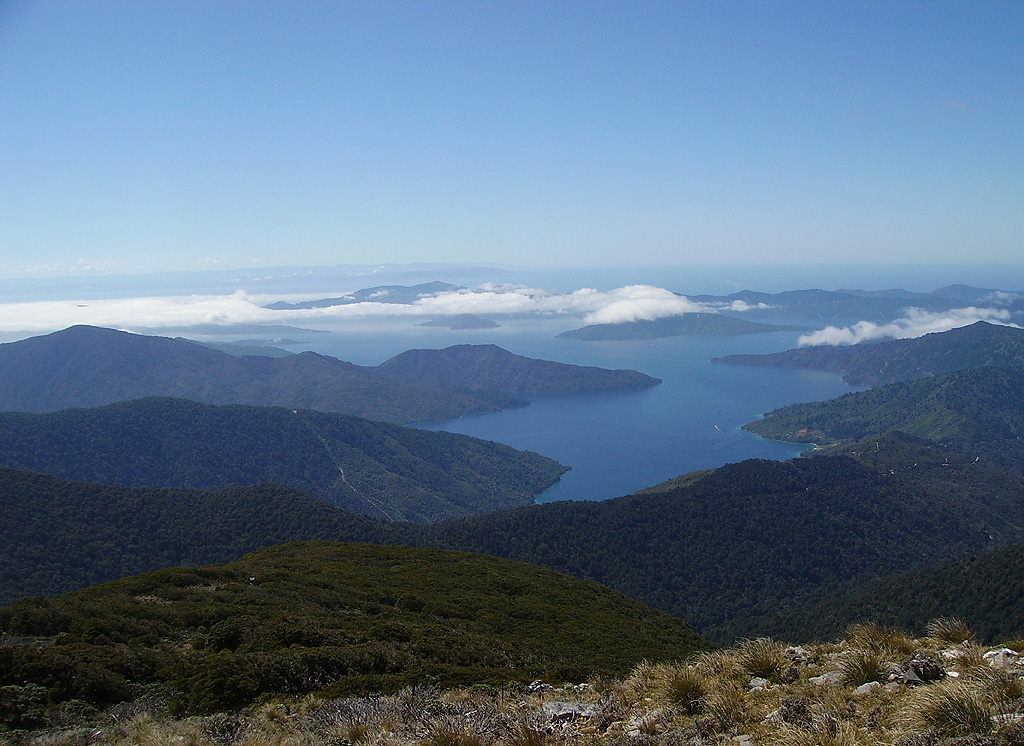
La baie de Kenepuru vu depuis le sommet de mont Stokes.

Le mont Stokes est situé entre les trois rias de Pelorus (au nord-ouest), Kenepuru (au sud-ouest) et Tōtaranui (au sud-est).

### Topographie
Le mont Stokes s'élève à 1 203 mètres d'altitude,.
La proéminence du mont Stokes est de 1 186 mètres, le point le plus bas le séparant du reste de la chaîne des Alpes du Sud étant la route Queen Charlotte Drive entre Okiwa Bay et Mahakipawa Bay, à 17 mètres d'altitude.

### Géologie
Bien que la plus grande partie de la presqu'île qui porte le mont Stokes soit composée de schiste, les abords et le sommet du mont Stokes sont formés de grauwacke.

### Climat
Étant le point culminant des Marlborough Sounds, le mont Stokes en est aussi le plus humide. Les vents d'ouest chargés d'humidité y déversent des précipitations abondantes, dont le cumul annuel dépasse 2 000 millimètres autour du sommet, avec des épisodes de 200 millimètres de précipitations en douze heures. Néanmoins, la zone est assez ensoleillée. Ainsi, le mois de janvier compte 239 heures d'ensoleillement moyen.

### Faune et flore
Le sommet de la montagne proprement dit est un des rares lieux de la région à présenter un étage subalpin.
La forêt entourant le mont Stokes, étant situé à une assez grande distance de la côte, et assez largement plus haut, n'a que peu souffert de la déforestation qui a touché de larges zones situées plus bas. Non seulement le couvert végétal a été maintenu, mais les espèces originelles n'ont pas été remplacées par des plantes allogènes.
Parmi les espèces endémiques propres aux pentes du mont Stokes, on recense la marguerite de roche de Macmahon — Celmisia macmahonii subsp. macmahonii — et l'Anisotome haastii.